# Alfred Wildfeuer
Alfred Wildfeuer (* 1973) ist ein deutscher Germanist.

## Leben
Von 1992 bis 1997 studierte er Anglistik und Germanistik für das Lehramt an Realschulen an der Universität Regensburg und am Royal Holloway College der University of London. Nach der Promotion 2000 in Deutscher Philologie an der Universität Regensburg, gefördert durch ein zweijähriges Stipendium der Universität, war er von 2000 bis 2004 Referendar und Realschullehrer für die Fächer Deutsch, Englisch und Ethik an den Staatlichen Realschulen Regensburg I, Forchheim und Abensberg. 2003 absolvierte er die Ausbildung zum Oral Examiner & Supervisor für PET-Prüfungen des Cambridge Instituts München (offizielle Prüfungsstelle für die internationalen Sprachexamen der Universität Cambridge). Von 2004 bis 2008 war er wissenschaftlicher Angestellter am Lehrstuhl für Didaktik der deutschen Sprache und Literatur der Universität Regensburg. Von 2008 bis 2013 war er Akademischer Rat am Lehrstuhl für Didaktik der deutschen Sprache und Literatur der Universität Regensburg. Von 2013 bis 2014 vertrat er eine Professur für Variationslinguistik und DaZ/DaF an der Universität Augsburg. 2014 lehnte er den Ruf an die Indiana University-Purdue University Indianapolis (USA) auf eine Stelle als Associate Professor of German (tenure-track) in Kombination mit der Position als Director of the Max Kade German American Resource Center ab. Nach der Habilitation 2013 an der Universität Regensburg im Fach Deutsche Sprachwissenschaft lehrt er seit Oktober 2014 als Professor für Variationslinguistik und DaZ/DaF an der Universität Augsburg. Seit Dezember 2015 leitet er das Forschungs- und Kooperationszentrum FORUMOST der Universität Augsburg. 2016 lehnte er den Ruf auf eine Professur für Deutsche Sprache und ihre Didaktik mit einem Schwerpunkt auf Deutsch als Zweit- und Fremdsprache an der Universität Trier ab.

## Schriften (Auswahl)
- Der Dialekt im Kirchdorfer Land. Stand und Tendenzen eines zentralmittelbairischen Subdialekts. Frankfurt am Main 2001, ISBN 3-631-37576-X.
- als Herausgeber mit Ludwig Zehetner und Ulrich Kanz: Mundart und Medien. Beiträge zum 3. Dialektologischen Symposium im Bayerischen Wald, Walderbach, Mai 2008. Regensburg 2009, ISBN 978-3-939112-25-9.
- Sprachenkontakt, Mehrsprachigkeit und Sprachverlust. Deutschböhmisch-bairische Minderheitensprachen in den USA und in Neuseeland. Berlin 2017, ISBN 3-11-055089-X.
- mit Johannes Wild: Sprachendidaktik. Eine Ein- und Weiterführung zur Erst- und Zweitsprachdidaktik des Deutschen. Tübingen 2019, ISBN 3-8233-8202-0.